# Anna Hoffmann (Filmmanagerin)
Anna Hoffmann anhörenⓘ(* in Hamburg) ist eine deutsche Filmmanagerin. Sie ist beim Berlinale Forum als Programm-Managerin und Mitglied der Auswahlkommission tätig.

## Beruflicher Werdegang
Anna Hoffmann studierte Kulturanthropologie und Film- und Theaterwissenschaft an der Universität Hamburg und Archivwissenschaft an der Fachhochschule Potsdam. Von 1987 bis 1990 war sie Mitglied der Auswahlkommission des Europäischen Low Budget Film Forums in Hamburg, eines Vorläufers des Filmfests Hamburg. Von 1993 bis 1996 leitete sie das Europäische Dokumentarfilminstitut (EDI) in Mülheim an der Ruhr. Zu Beginn der 90er Jahre arbeitete Anna Hoffmann als Filmkritikerin und schrieb für die taz. Sie arbeitete im Hamburger Kommunalen Kino Metropolis und verfasste 1999 die Broschüre zu 20 Jahre kommunales Kino Metropolis. Seit 2001 ist sie beim Berlinale Forum als Mitglied der Auswahlkommission tätig und Programmkoordinatorin der Sektion Forum Expanded.